# Villa Basilio Nievas
Villa Basilio Nievas é uma cidade da Argentina, localizada na província de San Juan